# ZNF224
La proteína 224 del dedo de zinc es una proteína que en humanos está codificada por el gen ZNF224.